# Temporada de furacões no Pacífico de 1968
A temporada de furacões no Pacífico de 1968 bateu o recorde de agosto mais ativo em termos de tempestades tropicais. Começou oficialmente em 15 de maio de 1968, no Pacífico oriental, e em 1 de junho no Pacífico central, e durou até 30 de novembro de 1968. Essas datas delimitam convencionalmente o período de cada ano em que a maioria dos ciclones tropicais se forma no nordeste do Oceano Pacífico.
Vários sistemas notáveis se formaram durante a temporada. Cinco tempestades nomeadas - Hyacinth, Iva, Liza, Naomi e Pauline - tiveram efeitos nos Estados Unidos. Duas outras - Annette e a Depressão Tropical Dois - afetaram o México e a Tempestade Tropical Simone atingiu a Guatemala. A tempestade tropical Virginia, que se formou no Pacífico Ocidental, cruzou a bacia em alta latitude.

## Resumo da temporada
Vinte e cinco ciclones tropicais se formaram nesta temporada, resultando em 501 alertas sendo emitidos no Pacífico Leste, e 30 sendo emitidos para o Pacífico Central, ambos os registos na época. Destes, seis permaneceram depressões, treze atingiram o pico como tempestades tropicais e seis atingiram a intensidade de um furacão. Não houve grandes furacões nesta temporada. Muitos dos ciclones tropicais nesta temporada - incluindo todos os seis furacões - se formaram a partir de distúrbios da Zona de Convergência Intertropical (ITCZ). Oito tempestades tropicais se formaram em agosto deste ano, um recorde para o agosto mais ativo no Pacífico Leste, excluindo a Virginia. As oito tempestades nomeadas que se formaram em agosto deste ano também foram as mais tropicais que já se formaram em um mês no Pacífico Leste desde 1966. No entanto, esse recorde foi empatado durante a temporada de furacões de 2009 no Pacífico. Devido à falta de dados do Hurricane Hunter, a maioria das leituras de intensidade desta temporada foram posteriormente removidas do melhor arquivo de trilha. Apenas uma leitura de pressão nesta temporada - 1,008 mbar (29.8 inHg) leitura tirada do furacão Pauline em 29 de outubro quando era uma depressão tropical - foi deixada nos melhores dados da trilha, embora uma pressão de 1,005 mbar (29.7 inHg) retirado da tempestade tropical Simone foi usado para definir sua intensidade de pico.

## Sistemas

### Tempestade tropical Annette
Apesar de que James Lykes tenha notado que uma área de clima perturbado ao sul da costa do Pacífico do México estava mal organizada, ele relatou ventos de sul-sudoeste de 80 km/h (50 mph) em 20 de junho. Ele atingiu a costa e se dissipou perto de Manzanillo em 22 de junho. O satélite que estava orbitando Annette nunca tirou uma foto com a tempestade em vista, pois a tempestade geralmente acontecia na borda do satélite. Um mosaico computadorizado mostrou um vórtice em espiral com o centro sobre a terra, o que não ajudou a rastrear a tempestade porque os relatórios dos navios notaram que a circulação era sobre a água. Danos, se houver, não são conhecidos.

### Tempestade tropical Bonny
O primeiro de um grande grupo de ciclones tropicais que se desenvolveram a partir de distúrbios do ITCZ nesta temporada, um centro de baixa pressão no ITCZ desenvolveu-se rapidamente no final de 3 de julho. Tornando-se uma tempestade tropical em 4 de julho, a tempestade recebeu o nome de Bonny. A tempestade recém-nomeada seguiu oeste-noroeste por 24 horas antes de virar para o norte durante a noite em 5 de julho em 6 de julho. Como resultado, ventos de 60 mph (97 km/h) foram medidos na Ilha do Socorro, que estava localizada a 80 km (50 mi) a leste-nordeste do centro da tempestade. Nesse momento, os satélites revelaram que as temperaturas mais frias da superfície do mar e o influxo de stratus estavam começando a afetar Bonny. A tempestade começou a se dissipar lentamente e, no momento em que um navio próximo relatou o status da tempestade enfraquecendo, o sistema já havia caído para a força de depressão com 30 mph (48 km/h) ventos. A tempestade se dissipou em 9 de julho. O baixo remanescente de Bonny não tinha energia cinética, fazendo com que os meteorologistas notassem que tinha uma aparência irregular nas imagens de satélite.

### Tempestade tropical Celeste
A perturbação que se transformou em Celeste foi notada pela primeira vez pelo Centro de Furacões do Pacífico Leste em 13 de julho. A perturbação se intensificou lentamente, tornando-se uma depressão tropical em 14 de julho e atingindo força de tempestade no dia seguinte. A intensidade quando o sistema foi nomeado era 70 mph (110 km/h), mas na análise pós-temporada, a velocidade máxima do vento da tempestade foi reduzida para 80 km/h (50 mph). Essa diferença de intensidade foi atribuída a problemas de brilho na foto tirada por satélite, fazendo com que a tempestade parecesse mais poderosa do que realmente era. A tempestade nunca piorou além dos 80 km/h (50 mph) pico alcançado quando se tornou uma tempestade. A tempestade continuaria sem intercorrências até 17 de julho, quando o influxo de stratus estava começando a ficar arrastado na circulação atmosférica e, logo após o pico, a tempestade começou a enfraquecer após forte influxo de ar frio para noroeste. O enfraquecimento de Celeste tornou-se menos perceptível em relatórios de reconhecimento, mas o vórtice da nuvem ainda estava bem definido. Em 20 de julho, a tempestade foi rebaixada para uma depressão e se dissipou 24 horas depois.

### Tempestade tropical Diana
Enquanto Celeste estava enfraquecendo, um distúrbio tropical associado ao ITCZ apareceu pela primeira vez em 19 de julho. Depois que Celeste perdeu sua identidade tropical em 21 de julho, a primeira havia se fortalecido o suficiente para ser atualizada para força de tempestade tropical e recebeu o nome de "Diana". A faixa no centro do sistema atualizado foi obscurecida por forte fluxo de cirrus. A intensidade inicial definida foi 60 mph (97 km/h). O Anco Swan, um navio ao norte da tempestade tropical Diana, indicou que a tempestade tropical atingiu seu pico de intensidade por volta dessa época, que foi mantida por dois dias. Então, o influxo frio tornou-se alongado na tempestade, resultando em enfraquecimento. A tempestade degenerou em depressão em 24 de julho e continuou se movendo para o oeste. A depressão finalmente se dissipou em 26 de julho, bem longe da terra.

### Tempestade tropical Estelle
Estelle foi uma tempestade tropical que passou a maior parte de sua vida como uma depressão, como resultado de uma mudança para o sul dos ventos alísios e do ITCZ, que provocou um enfraquecimento precoce e evitou a reintensificação. A tempestade teve origem em um distúrbio associado ao ITCZ. O distúrbio tornou-se uma depressão tropical em 23 de julho e atingiu força de tempestade no dia seguinte. A nova tempestade tropical mantém um 80 km/h (50 mph) intensidade por apenas 30 horas, quando enfraqueceu de volta para uma depressão. O enfraquecido Estelle continuou para o oeste, passando para o Pacífico Central por volta de 31 de julho. O grupo que supervisionava o Pacífico Central na época - o Joint Hurricane Warning Center - emitiu o comunicado final da depressão em 1 de agosto. A tempestade tropical Estelle foi notável por ter avisos emitidos sobre ela no Pacífico Central, embora nunca tenha realmente cruzado para a área de responsabilidade. Ele se dissipou em uma longitude de 139,6 ° W, enquanto o Pacífico Central começa em 140 ° W. No entanto, o último aviso operacional centrou a tempestade em 141,6 ° W.

### Furacão Fernanda
Os ventos alísios que resultaram no enfraquecimento de Estelle no final de julho diminuíram no início de agosto, permitindo que um distúrbio fraco no ITCZ se organizasse perto de Acapulco. Em 5 de agosto, o distúrbio desenvolveu um vórtice e foram iniciados avisos sobre a depressão recém-formada. A depressão continuaria a se fortalecer e, após adquirir um fluxo significativo de cirrus, foi elevada para intensidade de tempestade tropical em 6 de agosto. Fernanda continuou a se desenvolver, apesar da proximidade da Tempestade Tropical Gwen, que foi de 720 km (450 mi) a leste-nordeste do centro. Em 8 de agosto, a tempestade desenvolveu um olho em uma espiral nublada e tornou-se um furacão enquanto se movia para o oeste. O influxo frio começou a ficar preso na circulação, fazendo com que o furacão se tornasse uma tempestade em 9 de agosto, mas devido ao furacão movendo-se sobre águas mais quentes, não foi suficiente para iniciar a dissipação sozinho. As bandas alimentadoras, que ajudaram o furacão a atingir seu pico de intensidade, continuaram a persistir em águas quentes até 11 de agosto, quando a calota cirrus sobre Fernanda se desacoplou a leste, expondo o lado oeste da tempestade. Relatórios de aviões mostraram que o furacão se moveu sob os ventos de oeste na troposfera, o que resultou no enfraquecimento da tempestade para uma depressão em 13 de agosto. A atividade das chuvas com o furacão continuou diminuindo até 14 de agosto e, no início de 15 de agosto, Fernanda se dissipou, nunca tendo afetado o solo.

### Tempestade tropical Gwen
A depressão baseada em ITCZ que se desenvolveu em Gwen foi observada pela primeira vez em 5 de agosto, enquanto 400 km (250 mi) ao sul de Tehuantepec. Embora um navio da região tenha relatado 64 km/h (40 mph) ventos e 14 ft (4.3 m) ondas, uma imagem de satélite revelou uma massa de nuvens de qualidade amorfa. Embora um pequeno vórtice na região fosse visível, o sistema apresentaria pouco desenvolvimento por 48 horas até, em 7 de agosto, uma rotação e vazão mais fortes eram aparentes nas imagens de satélite. No dia seguinte, um navio ao norte do centro relatou 13 ft (4.0 m) ondas e 56 km/h (35 mph) ventos. Dados baseados em imagens de satélite e o relatório do navio foram suficientes para atualizar o sistema para a tempestade tropical Gwen. Por volta dessa época, a trilha do sistema recém-nomeado estava sendo afetada pela Fernanda mais forte a oeste via efeito Fujiwhara. Pouco tempo depois, fotos de satélite mostraram uma circulação atmosférica exposta na seção noroeste da tempestade com cobertura de nuvens para trás, e a tempestade foi rebaixada para uma depressão em 8 de agosto. A circulação foi completamente exposta no dia seguinte, e Gwen se dissipou. Os restos de Gwen continuaram interagindo com Fernanda até a dissipação completa.

### Tempestade tropical Hyacinth
As origens de Hyacinth estão ligadas a uma frente fria que dominou o Texas em 11 de agosto. Não houve nenhuma atividade associada ao distúrbio até 16 de agosto, quando um nublado circular se desprendeu da frente. O rompimento do céu encoberto foi relacionado a uma baixa recém-formada, que se moveu de norte a noroeste enquanto se intensificava rapidamente, tornando-se uma tempestade tropical em 17 de agosto. Hyacinth continuou a se mover na direção norte-noroeste, entrando na foz do Golfo da Califórnia mais tarde naquele dia, e um navio relatou uma pressão barométrica de 994 mbar (29.4 inHg). Outro relatório de navio, mostrando ventos de 105 km/h (65 mph), foi recebido ao mesmo tempo. A tempestade passou de 60 mi (97 km) a leste de La Paz, Baja California Sur, em 18 de agosto e no dia seguinte, atingiu a costa perto de Los Mochis, Sinaloa. As nuvens associadas à tempestade foram rastreadas para o sudoeste dos Estados Unidos, causando chuvas e tempestades sobre o Arizona, Novo México e Colorado em 20 de agosto. A tempestade se dissipou em 21 de agosto. Nenhuma morte foi relatada em conexão com Hyacinth, e os danos do México são desconhecidos.

### Tempestade tropical Iva
Enquanto a umidade e as nuvens associadas a Hyacinth se moviam para o norte, uma área de nuvens produtoras de chuva ao longo da ITCZ se estendia do Golfo de Tehuantepec até a Ilha de Clipperton. Em 20 de agosto, dois distúrbios se formaram no sudoeste do México, o primeiro foi encontrado por meio de imagens de satélite e o segundo foi encontrado por relatório de navio. O distúrbio mais a oeste desenvolveu-se na tempestade tropical Iva, enquanto o outro distúrbio acabou se transformando no furacão Joanne. Os relatórios dos navios em 21 de agosto levaram à transformação do distúrbio em uma tempestade tropical. No entanto, nos melhores dados da trilha, Iva estava com força de depressão ao longo desta data, tornando-se uma tempestade tropical em 22 de agosto. Ventos de até 56 km/h (35 mph) foram registados ao norte do centro, que havia mudado para 13,5 ° N, 98,5 ° W. Apesar dos ventos, uma foto de satélite da tempestade mostrou uma organização deficiente. A tempestade se intensificou lentamente enquanto se movia para oeste-noroeste em 14 mph (23 km/h) pelos próximos 48 horas. Em 24 de agosto, a tempestade passou de 121 km (75 mi) ao sul da Ilha do Socorro, que relatou ventos de 72 km/h (45 mph). Por esta altura, a tempestade estava se movendo para noroeste em 21 mph (34 km/h) devido à influência do reforço do furacão Joanne. Mais tarde, em 24 de agosto, uma foto de Iva e Joanne mostrou que a tampa cirrus sobre Iva estava se separando da circulação. A tempestade começou a enfraquecer depois, enfraquecendo para uma depressão em 25 de agosto depois de passar por temperaturas frias da superfície do mar. As nuvens de chuva associadas ao enfraquecimento da depressão moveram-se para o oeste, produzindo chuvas por 12 horas até que a tempestade se dissipasse no início de 26 de agosto.
Apesar de nunca ter aterrissado enquanto ativo, Iva foi responsável por conduzir nuvens e umidade para o interior, causando chuvas leves em 26 de agosto na área de Yuma, Arizona, que foi de 1,160 km (720 mi) distância para o centro da tempestade. Após chuvas leves pela manhã, previa-se uma chance de 30% de precipitação e a possibilidade de trovoadas ligadas aos remanescentes para o resto do dia.

### Furacão Joanne
O outro distúrbio associado ao ITCZ que também formou Iva, 1,250 km (777 mi) ao sul de Cabo San Lucas teve uma pressão central de 1,007 mbar (29.7 inHg) relatado por um navio que passou pelo centro com ventos calmos em 23 de agosto, com a depressão se tornando uma tempestade tropical no final daquele dia. 18 horas após o relatório, o ciclone começou a se intensificar rapidamente, com ventos com força de furacão sendo relatados antes do final do dia, juntamente com outro relatório de uma pressão central de 986 mbar (29.1 inHg), mas a tempestade não atingiu oficialmente a força de um furacão até 24 de agosto. Por volta dessa época, a intensificação de Joanne tornou-se um fator na aceleração para noroeste de Iva. Em 25 de agosto, o furacão havia se tornado uma tempestade, mas em 26 de agosto, a tempestade teria começado a se intensificar novamente devido à presença de um olho no satélite, mas um navio próximo relatou ventos de apenas 25 mph (40 km/h) e 1,008 mbar (29.8 inHg). A tempestade enfraqueceu para uma depressão mais tarde naquele dia e finalmente se dissipou em 28 de agosto, seus restos mortais sendo absorvidos pelos ventos alísios.

### Tempestade tropical Kathleen
Kathleen desenvolveu a partir de um distúrbio ITCZ que foi notado pela primeira vez em 23 de agosto, enquanto 640 km (400 mi) ao sul do Golfo de Tehuantepec. A perturbação mudou para oeste-noroeste em 15 mph (24 km/h). A falta de informações de superfície impediu que o furacão Hunter investigasse o sistema até 25 de agosto, quando a perturbação evoluiu para a tempestade tropical Kathleen. Relatos de fortes chuvas e ventos de 56 km/h (35 mph) foram relatados por navios 75 mi (120 km) do centro da tempestade neste momento. Posteriormente, a tempestade moveu-se para oeste, com verificação da intensidade da tempestade vinda do navio Denby Grange no dia 28 de agosto, que relatou ventos de 45 para leste. mph (75 km/h) e uma pressão central de 1,003 mbar (29.6 inHg) enquanto ao norte do centro. A tempestade continuou a se mover para o oeste, enfraquecendo para uma depressão tropical em 29 de agosto. A depressão continuou, movendo-se para o Pacífico Central no final de 1º de setembro, finalmente dissipando-se em 3 de setembro. Mesmo sendo uma tempestade de longa duração, a tempestade tropical Kathleen teve pouca organização. Fotos de satélite tiradas da tempestade nunca mostraram mais do que um ligeiro vórtice.

### Tempestade tropical Virginia
A única tempestade tropical nesta temporada a se formar no Pacífico Ocidental e se mover para a bacia, foi notada pela primeira vez em 24 de agosto. Nessa época, o ciclone tropical estava localizado em 560 km (350 mi) noroeste de Atol Midway, a leste da Linha Internacional de Data. Foi atualizado para o status de tempestade tropical no mesmo dia, tornando-se a 11ª tempestade da temporada de tufões. Após uma breve explosão de intensidade, a tempestade cruzou a Linha de Data enquanto gerava ventos sustentados de 97 km/h (60 mph). Em 24 horas após a travessia, no entanto, o ar frio entrou na circulação, fazendo com que a Virginia fosse declarada ciclone extratropical em 25 de agosto a 38 ° N Pouco antes de fazê-lo, estimou-se no melhor caminho que a Virginia atingiu uma pressão mínima de 990 mbar (29 inHg) Movendo-se em direção ao nordeste, um navio chamado Lica Maersk relatou 45 mph (72 km/h) ventos. Mais dois relatórios de navios após a transição forneceram ventos relatados de 65 mph (105 km/h) em 26 e 42 mph (68 km/h) em 28 de agosto, enquanto o ciclone extratropical estava sobre o Golfo do Alasca. Os remanescentes extratropicais da Virginia finalmente se dissiparam no Golfo do Alasca, a uma latitude sem precedentes de 52 ° N, da qual apenas uma outra tempestade já se aproximou.
Virginia formou-se em uma latitude excepcionalmente alta, tornando-se primeiro tropical a 31 ° N e cruzando para o Pacífico Central a 35 ° N. Poucos ciclones tropicais já alcançaram tais latitudes e apenas um ciclone chamado - Tufão Sarah do ano anterior - o fez. Naquela época, a tempestade tropical Virginia detinha o recorde de formação de tempestade tropical mais ao norte na bacia do Pacífico.

### Furacão Liza
O furacão Liza foi um furacão que se formou rapidamente com um pico de intensidade incerto. Formado repentinamente de uma área do ITCZ em 28 de agosto, o furacão rapidamente se intensificou e atingiu um pico de 137 km/h (85 mph) em 30 de agosto, embora haja a possibilidade de que o furacão tenha atingido o topo como uma furacão categoria 3 com ventos de 115 mph (185 km/h). Depois de atingir seu pico, o influxo frio fez com que o furacão começasse a enfraquecer. O furacão foi rebaixado para uma tempestade em 2 de setembro, apesar de uma apresentação que um observador comentou que poderia significar que Liza não era nem tão forte. O furacão continuou a enfraquecer, sendo rebaixado para uma depressão tropical em 4 de setembro e se dissipando em 6 de setembro.
Liza foi responsável por causar pequenas inundações em Long Beach, Califórnia, e entupir ralos de chuva. Vários nadadores do Dia do Trabalho também foram varridos pelas ondas desencadeadas por Liza. Um total de 261 nadadores foram relatados varridos em Newport Beach e 47 em Zuma Beach ; todos os quais foram resgatados. Perto de Laguna Beach, três decks no valor de US $ 5.000 (1968 US $) foram arrancados de seus suportes pelo surf.

### Tempestade tropical Madeline
Em 28 de agosto, as imagens de satélite captaram um nublado central denso abrangendo uma distância de 230 km (140 mi) enquanto localizado a 1,300 km (800 mi) a leste-sudeste da recém-atualizada Tempestade Tropical Liza. A massa da nuvem cresceu em tamanho, mas ainda estava desorganizada quando foi fotografada em 29 de agosto, e um navio próximo relatou ventos calmos, as ondas do vento eram tão distintas que nenhuma direção de origem pôde ser determinada e um swell de 1 ft (0.30 m) de uma direção indeterminada. A melhor pista acabaria por mostrar que o sistema era uma depressão nessa época. O mesmo navio mais tarde relataria uma velocidade do vento de 80 km/h (50 mph) do norte-noroeste e uma estimativa de pressão de 1,009 mbar (29.8 inHg) foi determinado via satélite, fazendo com que o sistema fosse atualizado para a resistência à tempestade. No dia seguinte, a massa de nuvens associada a Madeline estava começando a se tornar menos organizada; a tempestade se dissipou no final de 30 de agosto. A única evidência direta para apoiar o status de tempestade tropical do sistema foi um 80 km/h (50 mph) relatório do navio. Não se sabe se o relato de ventos com força de tempestade tropical foi ou não uma rajada ou um vento sustentado.

### Furacão Naomi
Formada a partir de um distúrbio no ITCZ em 9 de setembro, a tempestade se intensificou rapidamente, tornando-se um furacão logo após ser transformada em uma tempestade tropical. O furacão acabou fazendo uma curva para nordeste, o que o levou a um landfall em Sinaloa, perto da cidade de Punta Piaxtla. Houve quatro vítimas em Sinaloan no furacão e um trabalhador no Texas ficou ferido quando o telhado de uma fábrica em que trabalhavam desabou devido à chuva acumulada devido à interação entre Naomi e um sistema frontal na Costa do Golfo. O furacão também foi responsável pelo pânico envolvendo a barragem de Lázaro Cardenás, que estava inacabada no momento da passagem do furacão. Devido em grande parte à ajuda da tecnologia de Transmissão Automática de Imagens, duas cidades rio abaixo da barragem foram salvas quando ela foi mantida fechada. Um total de $ 16 milhões (1968 USD) em danos foi relatado a partir do furacão em Sinaloa.

### Tempestade tropical Orla
Em 21 de setembro, a fotografia de satélite mostrou uma massa de nuvem 240 km (150 mi) de diâmetro e relatórios de navios no dia seguinte mostraram uma circulação fraca que estava produzindo chuveiros, e havia incerteza na localização da circulação atmosférica. Quatro horas depois, foi descoberto que o bandamento externo associado ao distúrbio havia aumentado e que seu tamanho havia crescido para 175 mi (282 km), mas nenhuma informação sobre bandas internas estava disponível, devido ao obscurecimento de cirros. Em 23 de setembro, o distúrbio foi de 125 mi (201 km) a sudeste da Ilha do Socorro, que relatou uma queda de pressão de 5 mbar em 3 horas, que serviu de base para o upgrade da perturbação para uma depressão tropical. Outras informações de Socorro incluíram ventos calmos, nuvens baixas e uma pressão de 1,008 mbar (29.8 inHg). Apesar dos avisos sobre a depressão iniciada em 23 de setembro, os melhores dados mostraram que o distúrbio havia sido uma depressão durante o dia anterior. Mais tarde naquele dia, a depressão se intensificou para uma tempestade tropical com ventos de 97 km/h (60 mph). Três horas após ser nomeada pela primeira vez, Orla começou a mostrar sinais de um olho, e os ventos foram atualizados operacionalmente para 70 mph (110 km/h), embora tenha sido descoberto mais tarde que nunca fortaleceu-se além dos 97 km/h (60 mph). Neste momento, a área ao redor da tempestade tropical estava quase limpa devido ao fluxo seco do continente. Um navio chamado Sapporo Maru passou 121 km (75 mi) ao norte do centro relataram ondulações de 9.5 ft (2.9 m), mas ventos de apenas 25 mph (40 km/h).
Em 25 de setembro, o olho e algumas das bandas externas haviam desaparecido. A tempestade então começou a encolher tanto em tamanho quanto em intensidade devido ao influxo estável, e um olho tornou-se aparente pela segunda vez. Imagens de satélite da tempestade foram a base para a possibilidade de Orla estar mantendo a estabilidade devido aos processos baroclínicos de baixa pressão, uma característica incomum devido ao fato de que tais condições são comuns em ciclones extratropicais em oposição aos ciclones tropicais, que Orla era. Em 27 de setembro, o enfraquecimento começou, e a tempestade tropical foi rebaixada para uma depressão em 28 de setembro e uma massa de nuvem em espiral continuou a ser evidente em imagens de satélite até 30 de setembro, quando a depressão se dissipou.

### Furacão Pauline
Formando-se a partir de um ITCZ, a perturbação inicial foi rastreada por 24 horas, após o que foi atualizado para uma depressão tropical em 28 de setembro, embora a pós-análise tenha revelado que o ciclone era uma depressão desde 26 de setembro. Um vórtice se desenvolveu no centro, ajudando o ciclone a se intensificar em uma tempestade tropical em 29 de setembro e, no dia seguinte, foi transformado em furacão. Pauline passou por um ciclo de substituição da parede do olho em 1 de outubro a 2 de outubro antes de aterrissar em Ciudad Constitutión. O furacão voltou sobre a água, mas perdeu características tropicais antes de um segundo landfall perto de Navojoa. Desconhecem-se os danos totais do furacão, mas um barco com cinco ocupantes foi dado como desaparecido durante a passagem do furacão sobre a baía de Magdalena. Os ocupantes nunca foram encontrados e, como resultado, foram declarados mortos. Os restos causaram um tornado que atingiu perto de Glendale, ferindo três pessoas devido ao vidro estourado e causando danos graves a dois edifícios de apartamentos.

### Furacão Rebecca
A circulação inicial desenvolveu-se no ITCZ 800 km (500 mi) ao sul do Golfo de Tehuantepec. Uma baixa se organizou ao longo da área no dia 4 de outubro, mas a intensificação não começou em pleno até a noite de 5 de outubro. Em 6 de outubro, o ciclone havia se organizado o suficiente para ser considerado uma depressão tropical e foi promovido a uma tempestade tropical mais tarde naquele dia. A tempestade continuou a se intensificar, fazendo com que os navios evitassem a tempestade, apesar de sua localização em rotas de navegação pesadas. A falta de relatórios de embarque em 7 e 8 de outubro levou à ideia de que a tempestade havia atingido o continente. O erro foi revelado quando um navio que passava nas proximidades relatou que a tempestade havia atingido o status de furacão, e um segundo navio deu um relatório de que o furacão havia se tornado uma categoria de alto nível 2 na Escala de Furacões de Saffir-Simpson com uma estimativa de intensidade de pico da Categoria 3 força, fazendo de Rebecca o terceiro furacão da temporada que possivelmente atingiu tal intensidade. No entanto, o pico oficial no melhor arquivo de faixa é 137 km/h (85 mph). Depois de atingir seu pico, o furacão moveu-se para o oeste até 9 de outubro, quando uma imagem de satélite deu uma dica da rápida decadência que o furacão estava prestes a enfrentar. O furacão começou a enfraquecer e, quando o ciclone se aproximou da Ilha de Socorro no final de 9 de outubro, havia se tornado uma tempestade tropical. A ilha relatou uma pressão de 1,010 mbar (30 inHg) e ventos calmos, enquanto a tempestade enfraquecedora foi de 130 km (80 mi) norte-noroeste da ilha. A tempestade enfraqueceu para uma depressão em 10 de outubro e se dissipou em 11 de outubro.  Nenhum dano ou vítima foi relatado no furacão.
Rebecca foi um pequeno furacão que se aproximou em 121 km (75 mi) da costa mexicana. Devido à sua formação e movimento ao longo de linhas marítimas pesadas, os navios foram forçados a fazer desvios para evitar colidir com o furacão. O furacão nunca chegou de fato a terra firme, embora a certa altura uma previsão do furacão tenha dado a possibilidade de ele atingir a península da Baja Califórnia como uma depressão tropical. Na época, Rebecca fez comparações com o furacão Daisy de 1962 e o furacão King de 1950 devido à sua intensidade e tamanho.

### Tempestade tropical Simone
Simone foi o último ciclone nomeado nesta temporada a se formar a partir de um distúrbio no ITCZ. Uma tempestade de vida muito curta, que rapidamente se formou a partir de uma área de rajadas associadas ao ITCZ perto da costa da Guatemala. Pouco depois de se formar, um navio chamado Villanger relatou ventos de 72 km/h (45 mph) a 80 km/h (50 mph) ao longo das seções noroeste e sudeste de um centro baixo 30 mi (50 km/h) de diâmetro, dando origem ao ciclone a ser denominado Simone. A tempestade moveu-se em direção ao norte e logo depois, a baixa anterior moveu-se sobre a terra, provavelmente devido à falta de uma fonte de energia. No entanto, outro centro se formou sobre a água, a noroeste do anterior, prolongando a vida da tempestade. O novo centro fez com que a tempestade se deslocasse para Tapachula, no México, e viajou ao longo da costa até a dissipação. Com uma vida de apenas 24 horas, Simone foi a tempestade tropical de vida mais curta de 1968.
Embora o sistema estivesse originalmente ausente dos melhores dados de rastreamento, uma revisão proposta ao National Hurricane Center fez com que a tempestade fosse reinserida com uma intensidade de pico de 80 km/h (50 mph) ventos e uma pressão central de 1,005 mbar (29.7 inHg). A razão pela qual os ventos foram fixados em 80 km/h (50 mph) foi devido à alta pressão da tempestade, tornando-a o equivalente de intensidade mais provável, embora algumas leituras mostrem que ventos mais fortes foram relatados durante a tempestade. Outra razão pela qual foi selecionado foi o fato de ser usado como uma velocidade de vento genérica para tempestades tropicais no banco de dados do Pacífico.

### Tempestade tropical Tara
A tempestade final da temporada desenvolveu-se de origens desconhecidas, embora haja a possibilidade de que a anticiclogênese sobre o México, ocorrida após a dissipação de Simone, tenha desempenhado um papel na formação. Quando foi notado pela primeira vez em imagens de satélite em 20 de outubro, enquanto 480 km (300 mi) sudoeste de Acapulco, estimou-se que já foi uma tempestade tropical com 97 km/h (60 mph), uma intensidade de pico que foi posteriormente rebaixada nos melhores dados de trilha para 80 km/h (50 mph). A mesma imagem também mostrava um nublado central compacto e denso, uma grande massa de convecção profunda, abrangendo três graus de latitude, fluxo de cirrus e feições de faixas soltas. Pelos próximos dois dias, o centro de circulação da tempestade tropical Tara tornou-se mais bem definido enquanto lentamente crescia. A intensificação de Tara mudou-se para o oeste às 12 mph (19 km/h) a 14 mph (23 km/h) antes de virar para o oeste-noroeste a 12 mph (19 km/h) em 23 de outubro. No momento da curva oeste-noroeste, as imagens de satélite detectaram uma separação da capa do cirro, fazendo com que a tempestade enfraquecesse. O sistema durou como uma fraca tempestade tropical até 27 de outubro, quando foi determinado que se tornou uma depressão, embora exista a possibilidade de que tenha sido uma depressão por dias. A depressão se dissipou no dia seguinte.

### Outros sistemas
A Depressão Tropical Dois foi uma depressão incomum que se desenvolveu em 21 de junho entre o México e a ativa Annette. A depressão chegou perto da terra pouco antes de se dissipar em 22 de junho, quando Annette também se dissipou. O ciclone se formou e permaneceu inferior a 110 km (70 mi) longitude desde a tempestade tropical mais poderosa enquanto nas proximidades da terra. A formação e o impacto desta depressão são desconhecidos devido à falta de dados. Essa depressão era incomum, pois os ciclones tropicais raramente se formam dentro de uma faixa tão próxima de outro ciclone nesta bacia.
A Depressão Tropical Quatro foi um ciclone de curta duração que se tornou o primeiro ciclone tropical a entrar no Pacífico Central durante a temporada. Foi formado em 12 de julho de 2,403 km (1,493 mi) oeste de South Point, Havaí, e mudou-se em uma direção geral para o oeste. Em um ponto em sua trilha, ele se moveu para oeste-sudoeste, alcançando 15 ° N quando fez uma curva lenta para oeste-noroeste. A depressão mudou-se para o Pacífico Central, onde a depressão se dissipou em 14 de julho, nunca tendo afetado a terra.
A próxima depressão tropical, Oito, durou apenas marginalmente mais do que a depressão anterior. A depressão se formou em 30 de julho de 2,438 km (1,515 mi) sudeste de South Point, Havaí. Movendo-se inicialmente na direção oeste-sudoeste, acabou virando para uma trilha na direção noroeste, na qual se moveria até se dissipar em agosto de 1,540 km (957 mi) leste do Havaí depois de estar ativo por 60 horas.
A Depressão Tropical Dezoito foi a única formação de ciclone tropical a ocorrer no Pacífico Central nesta temporada. Foi notado pela primeira vez em imagens de satélite de cerca de 4,800 km (3,000 mi) oeste-sudoeste de Cabo San Lucas em 29 de agosto e, após formar, mudou-se para noroeste a uma velocidade de 17 mph (27 km/h), cruzando entre o Havaí e o Atol Johnston até se dissipar em 31 de agosto, nunca tendo afetado a terra.
A Depressão Tropical Vinte e Um foi a depressão de vida mais longa. Foi formado em 11 de outubro com mais de 1,600 km (1,000 mi) sul-sudeste de Cabo San Lucas e mudou-se lentamente para o noroeste antes de virar para o sudoeste. A depressão se dissipou em 15 de outubro de 2,010 km (1,250 mi) ao sul-sudeste da Península de Baja California. Isso nunca afetou a terra.
A Depressão Tropical Vinte e Dois se formou em 15 de outubro próximo à fronteira entre o México e a Guatemala. A depressão era paralela à costa mexicana até que se dissipou em 17 de outubro por volta de 560 km (350 mi) sudeste de Acapulco. Nenhum relato de danos ou vítimas foi relatado em conexão com esta depressão. Embora a melhor trilha no documento feito pelo JTWC mostre a existência dessa depressão, um mapa de trilha com trilhas de depressão feito pela mesma organização não mostrava uma listagem para essa depressão.

## Nomes de tempestade
Os nomes a seguir foram usados para as tempestades nomeadas que se formaram no Pacífico oriental em 1968. Nenhum nome foi retirado, então ele foi usado novamente na temporada de 1972. Esta é a mesma lista da lista 1 usada durante 1960–1965.
| - Annette - Bonny - Celeste - Diana - Estelle - Fernanda - Gwen | - Hyacinth - Iva - Joanne - Kathleen - Liza - Madeline - Naomi | - Orla - Pauline - Rebecca - Simone - Tara - Valerie (sem usar) - Willa (sem usar) |

O Pacífico Central usou nomes e números da lista de tufões do Pacífico Ocidental. Nenhum sistema se formou na área e, portanto, nenhum nome foi necessário, embora uma tempestade, Virginia, tenha vindo do Pacífico Ocidental, mantendo seu nome.